# ان‌مس
شهر اَن‌مَس (به فرانسوی: Annemasse) در شهرستان اوت سووآ در ناحیه رون-آلپ با جمعیت ۲۸٬۵۷۲ نفر در کشور فرانسه واقع شده‌است

## نگارخانه

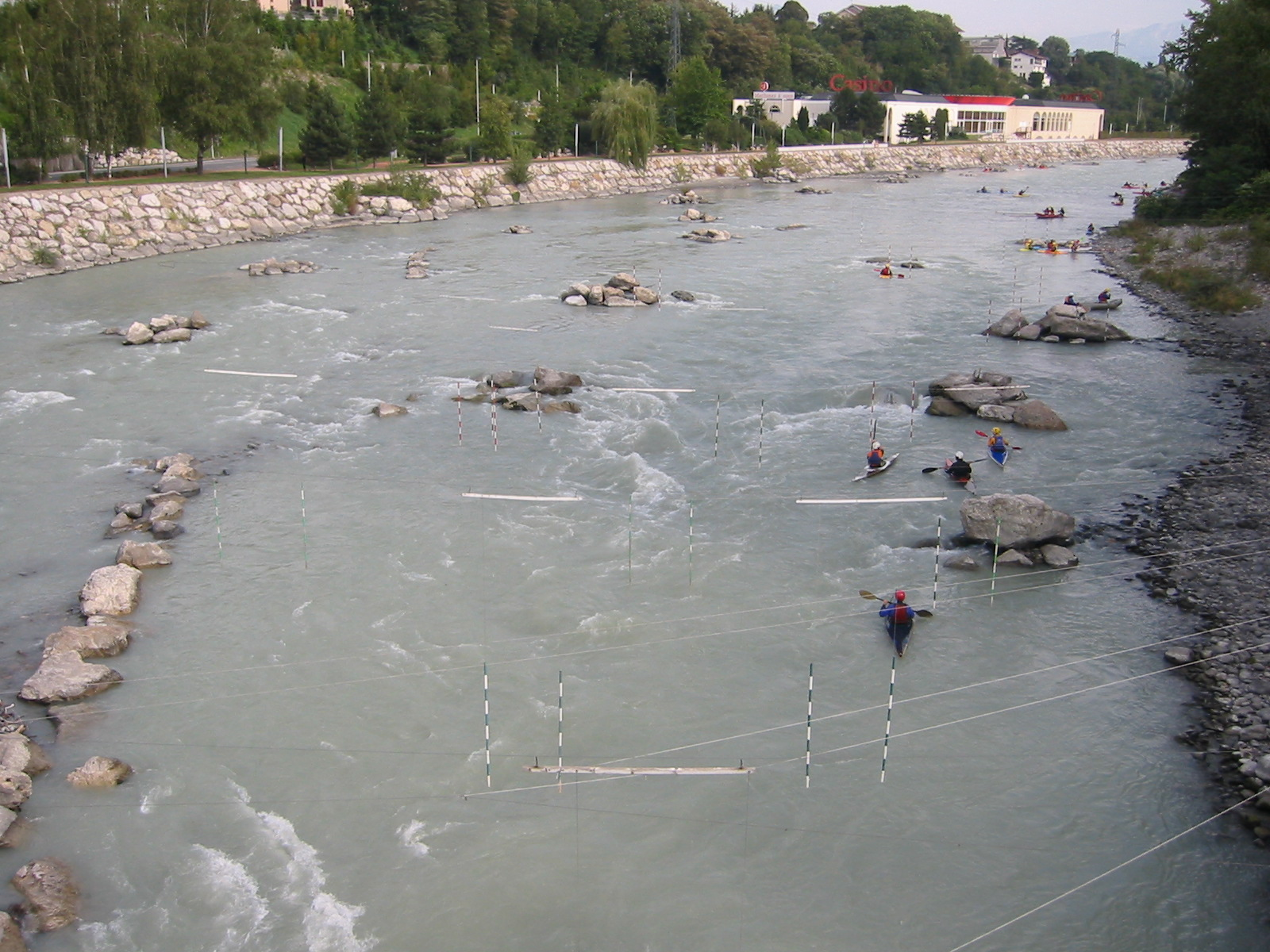
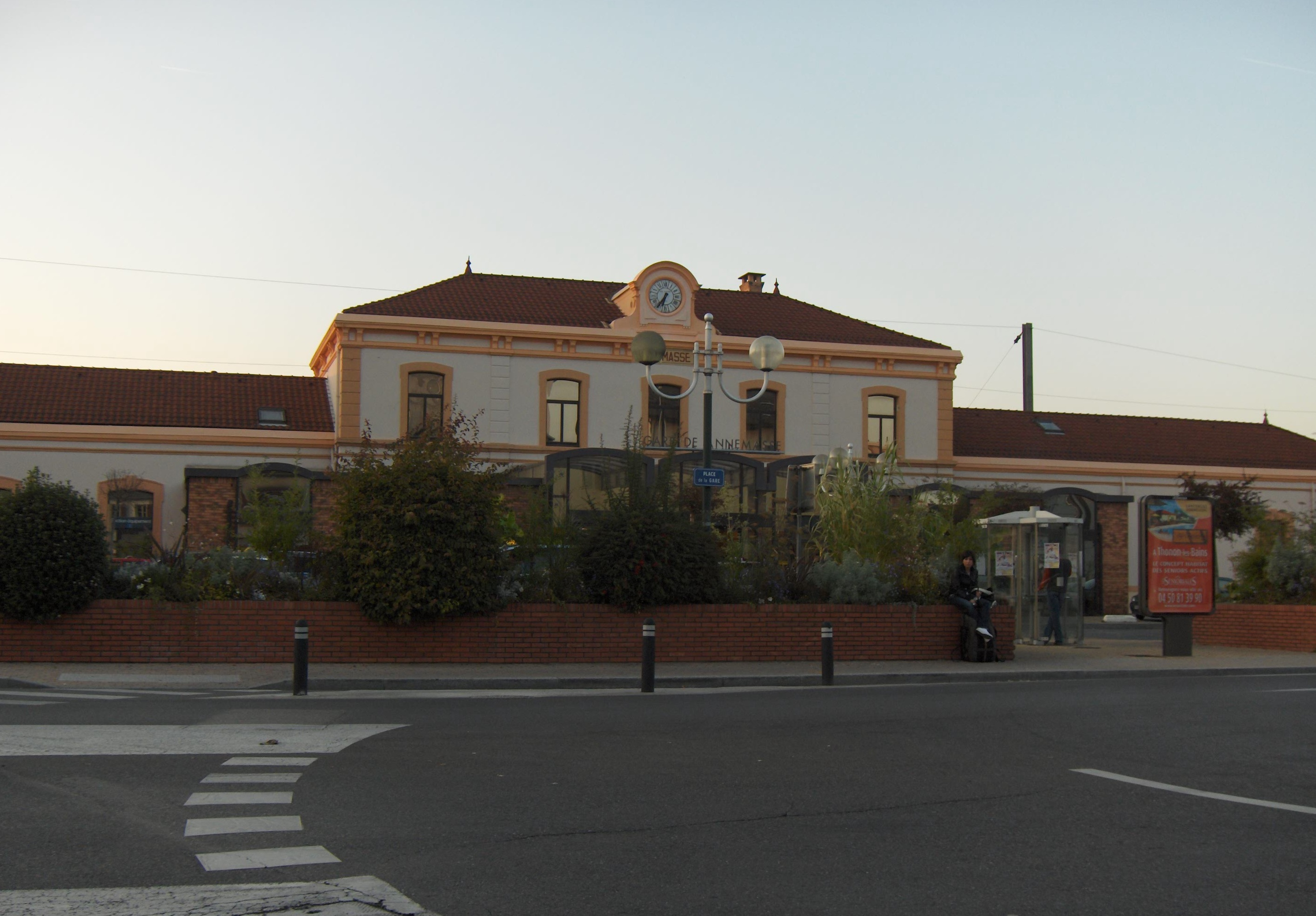
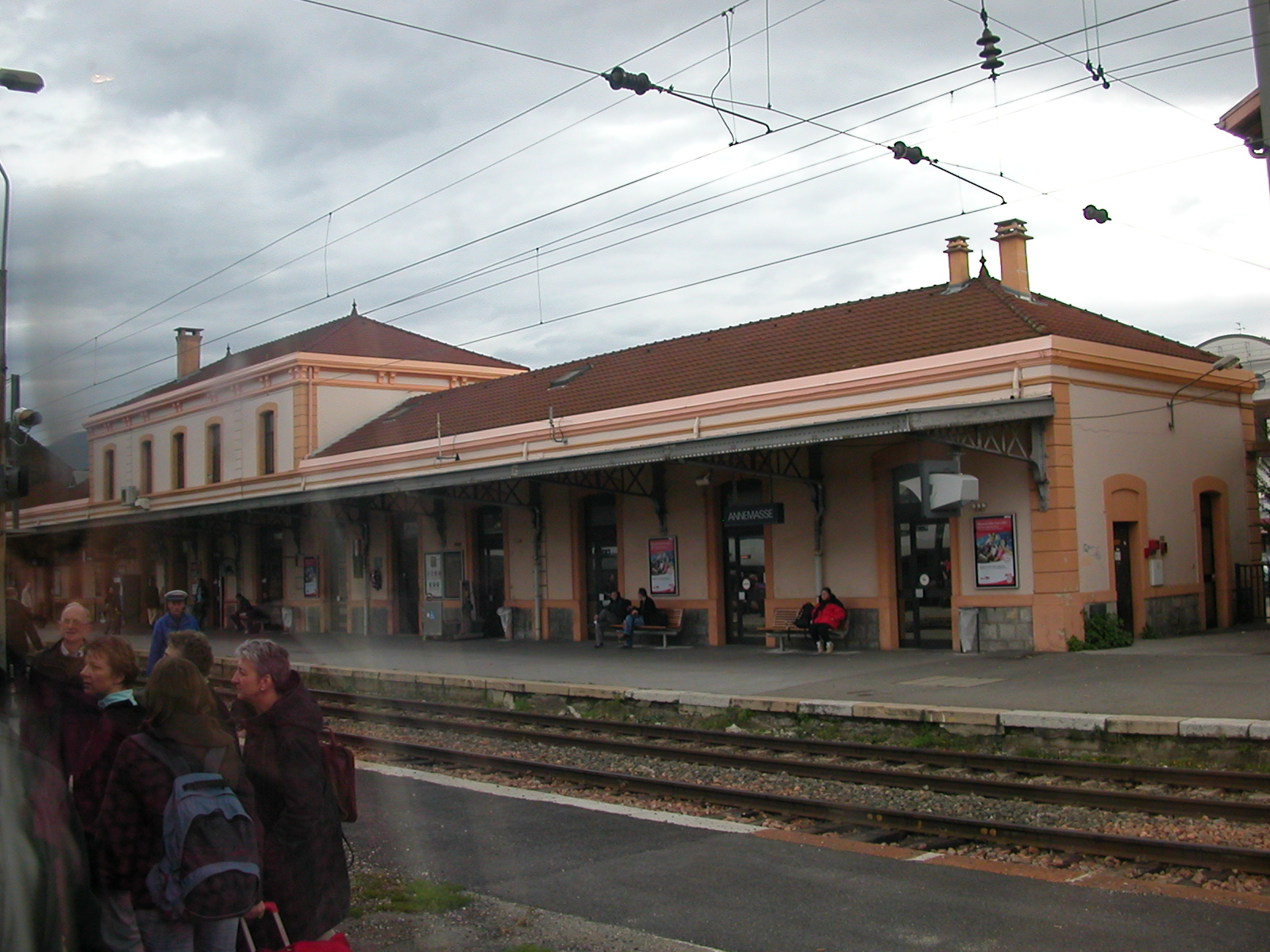
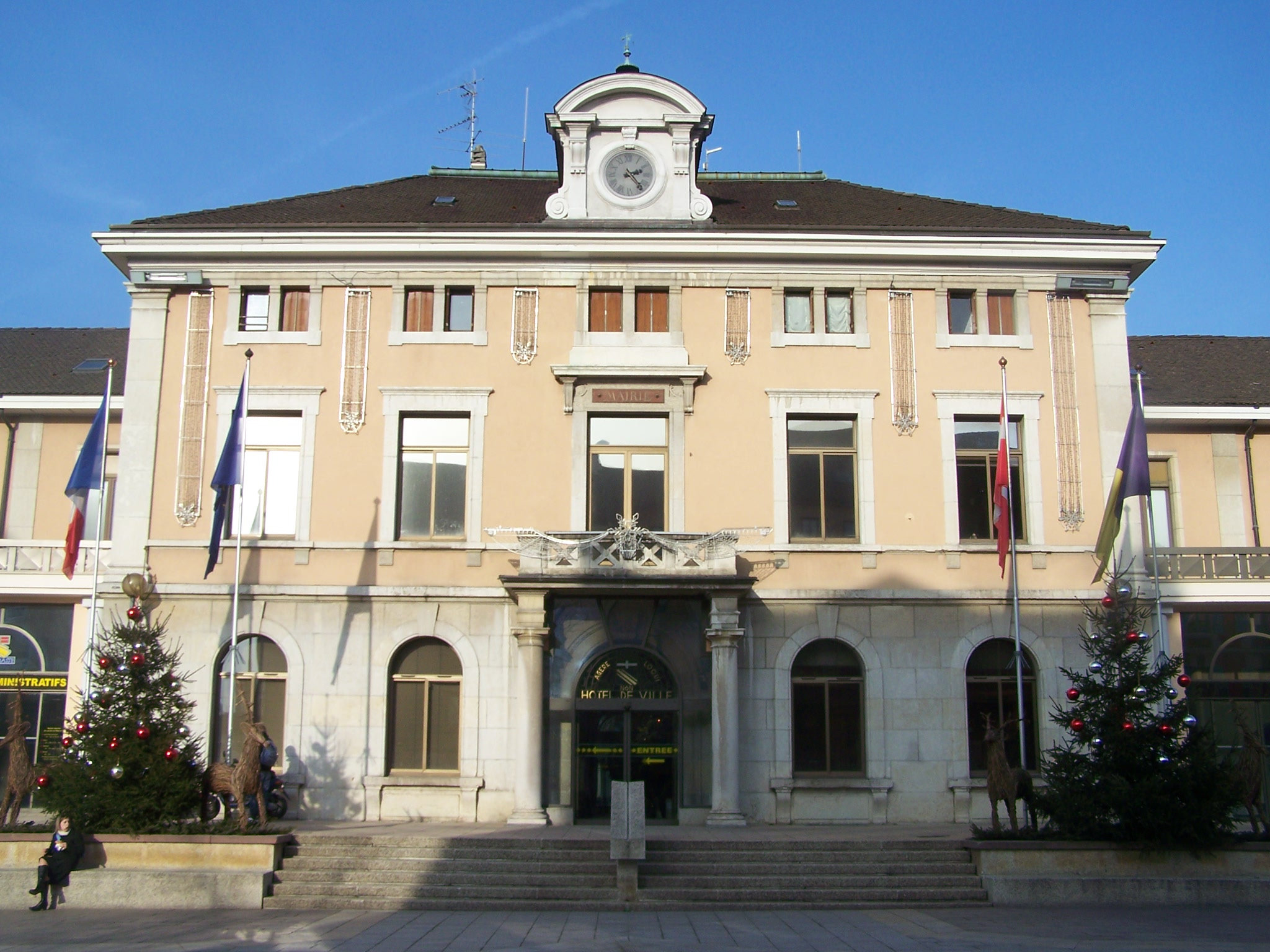
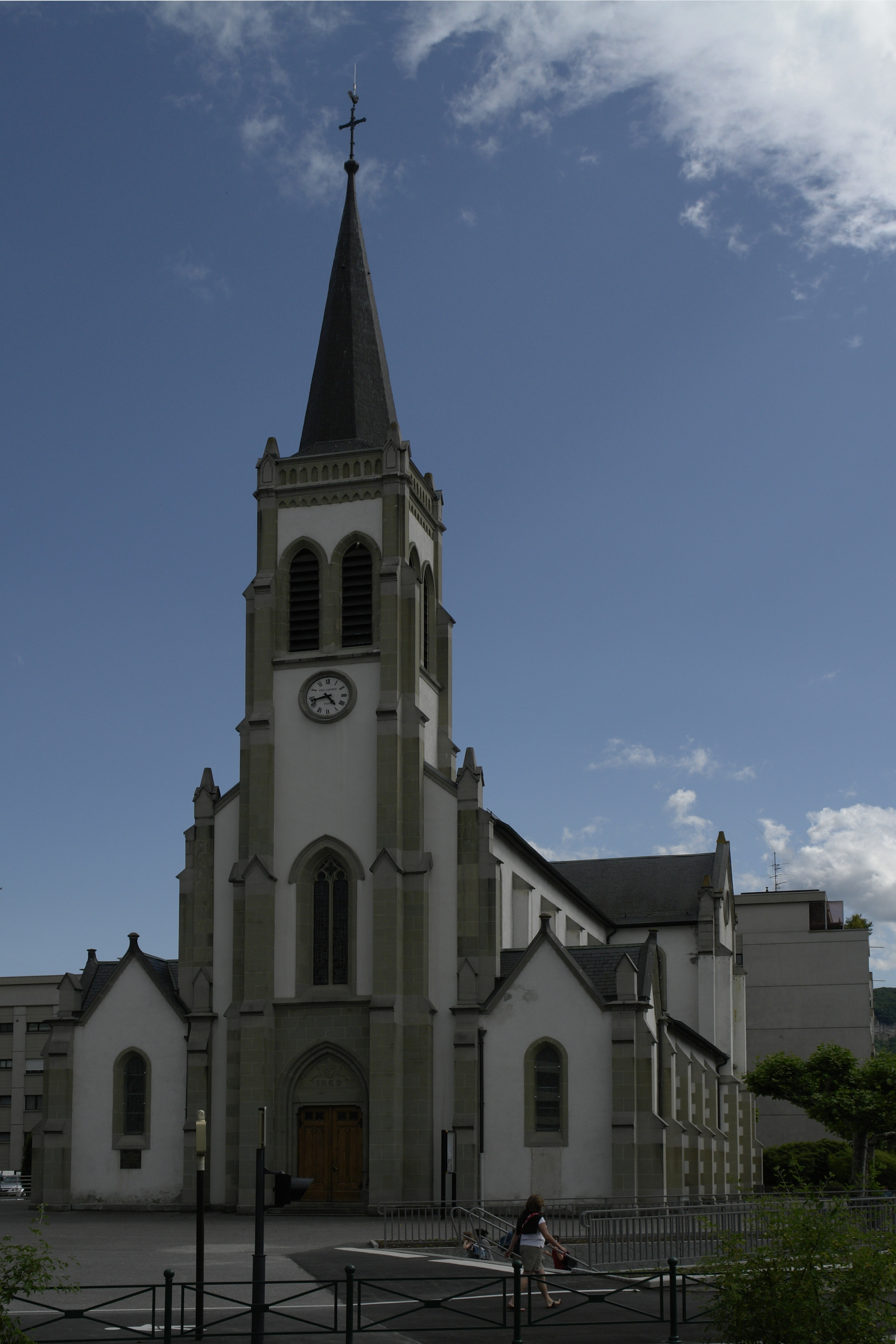